# 西迪穆罕默德本阿里區
36°08′36″N 0°50′36″E / 36.14333°N 0.84333°E
西迪穆罕默德本阿里區（阿拉伯语：‎），是阿爾及利亞的行政區，位於該國西北部，由埃利贊省負責管轄，首府設於西迪穆罕默德本阿里，面積609平方公里，2008年人口67,995，人口密度每平方公里112人。